# Knabstrup

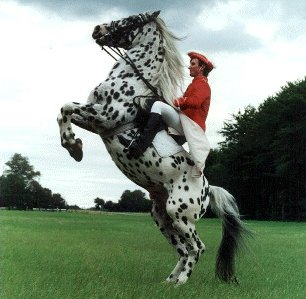
Knabstrup wykonujący pesadę pod jeźdźcem.

Knabstrup – gorącokrwista rasa koni pochodząca z Danii o charakterystycznej, tarantowatej maści.

## Historia
Wielobarwnie umaszczone konie spotyka się już na rysunkach naskalnych z Cro-Magnon sprzed 30 tys. lat i takie właśnie konie były w dawnych czasach najbardziej cenione. Rasa knabstrup została zapoczątkowana w 1808  na bazie klaczy hiszpańskich, u których umaszczenie wielobarwne zdarzało się w XIX w. dość często.
Założycielką rasy knabstrup była hiszpańska klacz Flaebehoppen kupiona przez Villarsa Lunn od rzeźnika o nazwisku Flaebe. Zaźrebiona fryderyksborgiem maści izabelowatej, stała się założycielką linii koni maści tarantowatej, głównie poprzez swego wnuka Mikkela.

## Pokrój
Stary typ knabstrupa był wytrzymałym, kościstym zwierzęciem, inteligentnym, łagodnym i pojętnym. Jego jakość obniżyła się w wyniku nieroztropnego ukierunkowania hodowli na wielobarwność i dziś jest niemal w zaniku. Typ nowszy, zbliżony charakterem do appaloosy, jest zwierzęciem o zupełnie dobrej jakości, dość masywnym, o niejednorodnym umaszczeniu. Wysokość w kłębie: ok. 147-165 cm. Waga 600-800 kg.